# Ле-Боске
Ле-Боске (фр. Le Bosquet, Gare du Bosquet, Gare de Le Bosquet) — железнодорожная станция линии Канны-Ла-Бокка — Грас. Расположена в Ла-Бокка — районе города Канны, на улице Жозеф Флори (фр. rue Joseph Flory). Находится между станцией Канны-Ла-Бокка и станцией Ла-Фрейер.
Оператор станции — Национальное общество французских железных дорог (SNCF). Станция обслуживает движение поездов TER.